# フェイルデッドリー
フェイルデッドリー (fail-deadly) とは、フェイルセーフの対義語であり、なんらかの警報・異常があった際にシステムを発動させて致命的な状態を導くシステム、またはその思想のことである。フェイルデンジャラス (fail dangerous) という語も、似た意味で使われる。

## 概要
通常の機器やシステムならば、フェイルセーフの思想にのっとり、安全に運用することが求められる。しかし、安全保障の分野、特に冷戦期の核戦争戦略においては、フェイルデッドリーが有効な戦略ではないかと検討された。
相互確証破壊を確実に行うための考え方の一つとしては、敵国からの先制核攻撃によって被害を受け、報復攻撃システムの一部に異常が起きた場合、フェイルセーフの思想で構築した報復攻撃システムでは、報復核攻撃が不能となる恐れがある。これに対し、報復用の核攻撃システムをフェイルデッドリーで構築しておくと、先制核攻撃を受けた場合においても、より確実に敵国へ報復攻撃を行うことができると考えられた。この報復攻撃可能性の担保が、相互確証破壊理論における核戦争抑止力となる。
フェイルデッドリーのシステムは、誤報によってもシステムが発動することから、危険性が大きい。偶発的に核戦争が起きる可能性もあったことから、冷戦期のアメリカ合衆国における核戦略に採用されることはなかった。